# Gaylussita
La gaylussita, es un mineral carbonatado, un carbonato sodio-cálcico pentahidratado, de fórmula Na2Ca(CO3)2·5H2O. Descubierto en Lagunillas, Estado Mérida, Venezuela en 1826 fue dedicado al químico francés Joseph Louis Gay-Lussac (1778-1850) por los investigadores Jean-Baptiste Boussingault y Mariano Rivero.
Mineral aceptado por la Asociación Mineralógica Internacional (IMA por sus siglas en inglés).